# Piotr R. Frankowski
Piotr R. Frankowski (ur. w 1966) – polski dziennikarz motoryzacyjny.

## Życiorys
W latach 1990–1992 redaktor naczelny miesięcznika Motor Hobby, w latach 1992-1998 twórca i redaktor naczelny miesięcznika Moto Magazyn, potem zastępca redaktora naczelnego i redaktor naczelny tygodnika Motor. Obecnie prowadzi polskie wydanie kwartalnika Ramp, który sprowadził do Polski lecz wydawany jest samodzielnie, a nie na zasadzie licencji. Piotr R. Frankowski publikuje swoje artykuły w Polsce na łamach Wprost, Przekroju, Autotechniki Motoryzacyjnej, CEO, Wysokich Obrotów, Auto Moto, Wirtualnej Polski, Classicauto, Skrzydlatej Polski i innych. Ponadto publikuje w Wielkiej Brytanii na łamach Octane i Mercedes Enthusiast Magazine, a także w USA, RPA, Czechach, Słowenii, Chorwacji, Rumunii i na Cyprze.
Był redaktorem naczelnym czasopisma Top Gear.